# Praha-Cibulka
Praha-Cibulka egy csehországi vasútállomás, Prágában.

## Megközelítés helyi közlekedéssel
- Busz:  123
- Vonat:   S65

## Vasútvonalak
Az állomást az alábbi vasútvonalak érintik:
- Prága–Hostivice–Rudná u Prahy-vasútvonal

## Szomszédos állomások
A vasútállomáshoz az alábbi állomások vannak a legközelebb:
- Praha-Jinonice
- Praha-Stodůlky